# Паново (Ивановская область)
Пано́во — деревня в Палехском районе Ивановской области. Располагается в 14 км к северо-востоку от Палеха.

## Население
| 1859 | 1905 | 2010 |
| ---- | ---- | ---- |
| 131  | ↗133 | ↗391 |

## Экономика
Регулярное автобусное сообщение с посёлком Палех. Действует сельскохозяйственное предприятие ОАО «Паново», ранее известное разведением романовской породы овец.
Рядом с деревней расположен большой пруд (Пановский пруд), где обитает карась, численность которого в последнее время резко сокращается из-за размножения хищного ротана.
В деревне работает школа. Количество учеников на данный момент в районе 60 человек. Очень много учеников из близлежащих деревень: Сакулино, Пеньки, Помогалово и т.д. 
Так же работает совхоз ОАО "Паново". Количество рабочих падает с каждым годом.
Директором совхоза до 2013 года оставался  Николай Николаевич Кирилов , но после инсульта покинул эту должность после чего совхоз закрылся